# Ngbandi (Sprache)
Das Ngbandi ist die Sprache des Fischervolks der Ngbandi (auch Sanga oder Sangha genannt), die am Oberlauf des Ubangi-Flusses gesprochen wird. 
Sie hat in der Zentralafrikanischen Republik über 1,5 Mio. Sprecher, in der Demokratischen Republik Kongo sind es rund eine Mio. Sprecher. Sie gehört zur Adamawa-Ubangi-Gruppe der Niger-Kongo-Sprachen.
Aus der Sprache Ngbandi ist die Amts- und Verkehrssprache Sangho (oder Sango) der Zentralafrikanischen Republik entstanden.